# Jan Zonnenberg
Jan Albert Zonnenberg (Arnhem, 8 januari 1914 – 30 april 2003) was een Nederlands voetballer, atleet en in beide disciplines trainer.
Zonnenberg speelde met enkele onderbrekingen tussen 1932 en 1944 als midvoor voor Vitesse, grotendeels samen met zijn jongere broer Henk. Bij Vitesse deed hij tevens aan atletiek en wisselde in 1937 voor atletiek naar UDI. Hij deed verschillende cursussen voor sportleider, onder meer in Utrecht (1934) en Amsterdam (1937-1938), waardoor hij tijdelijk niet beschikbaar was bij zijn club. In 1934 was hij kort actief voor het Utrechtse UVV. In 1940 behaalde hij tegelijk met Wim Tap het getuigschrift oefenmeester bij de KNVB.
In 1938 ging Zonnenberg, nog als speler, de jeugd en aspiranten trainen bij Vitesse terwijl zijn teamgenoot Gerrit Horsten het eerste team ging trainen.
Hij werd atletiektrainer bij UDI. en trainde vanaf 1946 de voetballers van Gelria in zijn woonplaats Velp. In 1949 werd hij aangesteld als trainer van Vitesse als opvolger van Horsten en stopte toen als atletiekdirecteur bij UDI. Onder zijn leiding werd Vitesse in 1950 kampioen in de Tweede klasse oost en in 1953 in de Eerste klasse B. In 1954 werd zijn contract niet verlengd en werd hij opgevolgd door Joseph Gruber. Zonnenberg was hiernaast tevens werkzaam als gymnastiekleraar. Tussen 1962 en 1964 was hij voor twee seizoenen trainer bij Vitesse wat toen uitkwam in de Tweede divisie en respectievelijk als zesde en negende eindigde.